# Pantheeramkavu
Pantheeramkavu é uma vila no distrito de Kozhikode, no estado indiano de Kerala.

## Demografia
Segundo o censo de 2001, Pantheeramkavu tinha uma população de 24 495 habitantes. Os indivíduos do sexo masculino constituem 50% da população e os do sexo feminino 50%. Pantheeramkavu tem uma taxa de literacia (ou alfabetização) de 84%, superior à média nacional de 59,5%: a literacia no sexo masculino é de 86% e no sexo feminino é de 82%. Em Pantheeramkavu, 11% da população está abaixo dos 6 anos de idade.